# Grafton, New South Wales
Grafton là một thành phố thuộc bang New South Wales, Úc.

## Khí hậu
Grafton có khí hậu cận nhiệt đới ẩm (phân loại khí hậu Köppen Cfa) với mùa hè nóng và ẩm hơn đáng kể so với mùa đông.
| Dữ liệu khí hậu của Grafton               | Dữ liệu khí hậu của Grafton | Dữ liệu khí hậu của Grafton | Dữ liệu khí hậu của Grafton | Dữ liệu khí hậu của Grafton | Dữ liệu khí hậu của Grafton | Dữ liệu khí hậu của Grafton | Dữ liệu khí hậu của Grafton | Dữ liệu khí hậu của Grafton | Dữ liệu khí hậu của Grafton | Dữ liệu khí hậu của Grafton | Dữ liệu khí hậu của Grafton | Dữ liệu khí hậu của Grafton | Dữ liệu khí hậu của Grafton |
| Tháng                                     | 1                           | 2                           | 3                           | 4                           | 5                           | 6                           | 7                           | 8                           | 9                           | 10                          | 11                          | 12                          | Năm                         |
| ----------------------------------------- | --------------------------- | --------------------------- | --------------------------- | --------------------------- | --------------------------- | --------------------------- | --------------------------- | --------------------------- | --------------------------- | --------------------------- | --------------------------- | --------------------------- | --------------------------- |
| Cao kỉ lục °C (°F)                        | 43.8 (110.8)                | 46.3 (115.3)                | 39.0 (102.2)                | 36.7 (98.1)                 | 31.7 (89.1)                 | 30.5 (86.9)                 | 28.2 (82.8)                 | 36.3 (97.3)                 | 38.3 (100.9)                | 39.3 (102.7)                | 43.8 (110.8)                | 43.4 (110.1)                | 46.3 (115.3)                |
| Trung bình ngày tối đa °C (°F)            | 30.1 (86.2)                 | 29.3 (84.7)                 | 28.3 (82.9)                 | 26.2 (79.2)                 | 23.1 (73.6)                 | 20.8 (69.4)                 | 20.5 (68.9)                 | 22.1 (71.8)                 | 24.8 (76.6)                 | 26.7 (80.1)                 | 28.1 (82.6)                 | 29.7 (85.5)                 | 25.8 (78.4)                 |
| Tối thiểu trung bình ngày °C (°F)         | 19.7 (67.5)                 | 19.7 (67.5)                 | 18.0 (64.4)                 | 14.9 (58.8)                 | 11.3 (52.3)                 | 8.1 (46.6)                  | 6.3 (43.3)                  | 7.3 (45.1)                  | 10.4 (50.7)                 | 13.7 (56.7)                 | 16.2 (61.2)                 | 18.4 (65.1)                 | 13.7 (56.7)                 |
| Thấp kỉ lục °C (°F)                       | 12.8 (55.0)                 | 12.7 (54.9)                 | 10.8 (51.4)                 | 3.6 (38.5)                  | 0.5 (32.9)                  | −2.0 (28.4)                 | −2.2 (28.0)                 | −0.2 (31.6)                 | 1.8 (35.2)                  | 3.9 (39.0)                  | 6.7 (44.1)                  | 7.0 (44.6)                  | −2.2 (28.0)                 |
| Lượng mưa trung bình mm (inches)          | 138.9 (5.47)                | 145.3 (5.72)                | 129.8 (5.11)                | 89.2 (3.51)                 | 81.8 (3.22)                 | 69.1 (2.72)                 | 39.2 (1.54)                 | 39.5 (1.56)                 | 36.7 (1.44)                 | 80.1 (3.15)                 | 104.4 (4.11)                | 120.5 (4.74)                | 1.074,5 (42.29)             |
| Số ngày mưa trung bình (≥ 1.0 mm)         | 10.7                        | 11.0                        | 11.1                        | 8.0                         | 7.7                         | 5.7                         | 4.6                         | 4.3                         | 5.3                         | 7.4                         | 9.3                         | 10.1                        | 95.2                        |
| Độ ẩm tương đối trung bình buổi chiều (%) | 56                          | 60                          | 59                          | 57                          | 57                          | 54                          | 49                          | 43                          | 44                          | 49                          | 52                          | 54                          | 53                          |
| Nguồn 1: Cục Khí tượng Úc                 |                             |                             |                             |                             |                             |                             |                             |                             |                             |                             |                             |                             |                             |
| Nguồn 2: Weatherzone                      |                             |                             |                             |                             |                             |                             |                             |                             |                             |                             |                             |                             |                             |